# سید کاظم دلخوش اباتری
سید کاظم دلخوش اباتری (زادهٔ ۱۳۴۰ در صومعه سرا)  نمایندهٔ حوزهٔ انتخابیهٔ صومعه‌سرا در دوره یازدهم مجلس شورای اسلامی و سخنگوی کمیسیون اقتصادی مجلس  در این دوره از مجلس بود و معاون تقنینی معاون پارلمانی رئیس جمهور است. او پیشتر در دوره‌های هفتم و هشتم و دهم نیز نمایندهٔ این حوزه بوده‌است. دلخوش از تکنوکراتهای اقتصادی ایران محسوب شده و در دوران نمایندگی نائب رئیس کمیسیون اقتصاد نیز بوده‌است.
دلخوش در سال ۱۳۹۰ کاندیدای نهمین دوره مجلس شورای اسلامی بود اما حایز اکثریت آرا نشد و با اختلاف از راه یافتن به مجلس نهم بازماند، اما وی از بدنه مجلس جدا نشد و با حکم علی لاریجانی عضو هیئت بررسی و تطبیق مصوبات دولت با قوانین در مجلس شد، وی همچنین با حکم وزیر اقتصاد معاون نظارتی بیمه مرکزی کل کشور شد.
پس از شکست دلخوش در انتخابات سال ۹۰ وب‌سایت‌های خبری با توجه به فعالیت چشمگیر وی در مجلس نهم اینچنین نوشتند، که تنها حوزه‌ای که دلخوش می‌توانست در آنجا کاندید شود و رای نیاورد زادگاه وی بود. وی متأهل دارای همسر و دو فرزند بوده و در حال حاضر ساکن تهران و دانشجوی دوره دکتری اقتصاد می‌باشد.
دلخوش در سال ۱۳۹۲ کاندید ریاست دیوان محاسبات کشور شد و همزمان به عنوان گزینه اصلی تصدی ریاست بیمه مرکزی کل کشور نیز مطرح شد. 
با روی کار آمدن دولت چهاردهم، دلخوش با حکم شهرام دبیری، به سمت معاون تقنینی معاونت امور مجلس دولت منصوب شد. 